# Galaxy 26
O Galaxy 26 (G-26), também conhecido por Intelsat Americas 6 (IA-6)  e Telstar 6, foi um satélite de comunicação geoestacionário construído pela Space Systems/Loral (SS/L). Ele está localizado na posição orbital de 50 graus de longitude leste e era operado pela Intelsat, empresa sediada em Luxemburgo. O satélite foi baseado na plataforma LS-1300 e sua vida útil estimada era de 12 anos.

## Lançamento
O satélite foi lançado com sucesso ao espaço no dia 15 de fevereiro de 1999, às 05:12:00 UTC, por meio de um veículo Proton-K/Blok-DM3 a partir do Cosmódromo de Baikonur, no Cazaquistão. Ele tinha uma massa de lançamento de 3.765 kg.

## Capacidade e cobertura
O Galaxy 26 era equipado com 24 transponders em banda C e 28 em banda Ku para fornecer cobertura para a Europa e partes da Ásia e África. Prestando serviços ao Departamento de Defesa dos Estados Unidos e  fazendo apoio a veículo aéreo não tripulado.